# Ścieżka dydaktyczna

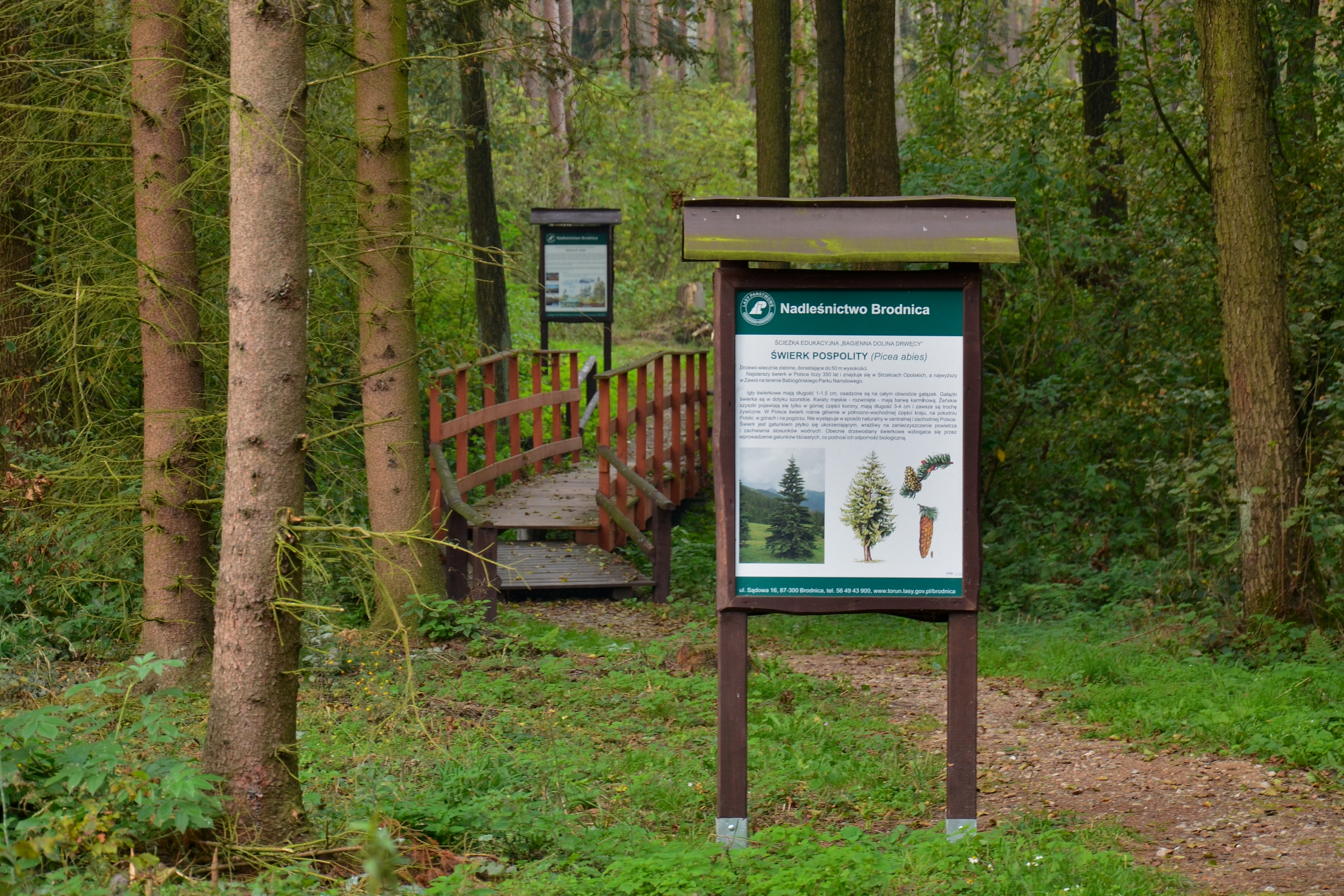
Ścieżka przyrodnicza przez Bagienną Dolinę Drwęcy

Ścieżka dydaktyczna – szlak pieszy, wytyczony w taki sposób, aby na jego trasie znalazło się jak najwięcej interesujących obiektów przyrodniczych (ścieżka przyrodnicza), czasem też zabytków architektury czy techniki. Celem tworzenia ścieżek dydaktycznych jest z jednej strony regulacja ruchu turystycznego, zwłaszcza na terenach rezerwatów przyrody lub innych obszarach, na których występują rzadkie gatunki roślin i zwierząt, z drugiej natomiast edukacja poprzez obserwację obiektów w ich naturalnym środowisku, co nie jest możliwe w sali lekcyjnej. 
Przebieg ścieżki dydaktycznej planowany jest tak, by ingerencja w środowisko naturalne była jak najmniejsza. Ścieżki dydaktyczne są oznakowane odmiennie niż szlaki turystyczne - z reguły jest to biały kwadrat przekreślony na skos zielonym paskiem ( – oznakowanie ścieżki dydaktycznej). Elementami zaplecza są tablice informacyjne (przeważnie numerowane), wiaty z ławkami bądź zadaszenia, wyznaczone i ubezpieczone punkty widokowe itp. Dla niektórych ścieżek ich organizatorzy wydają drukowane przewodniczki lub foldery, z reguły z mapką umożliwiającą samodzielne zwiedzanie.

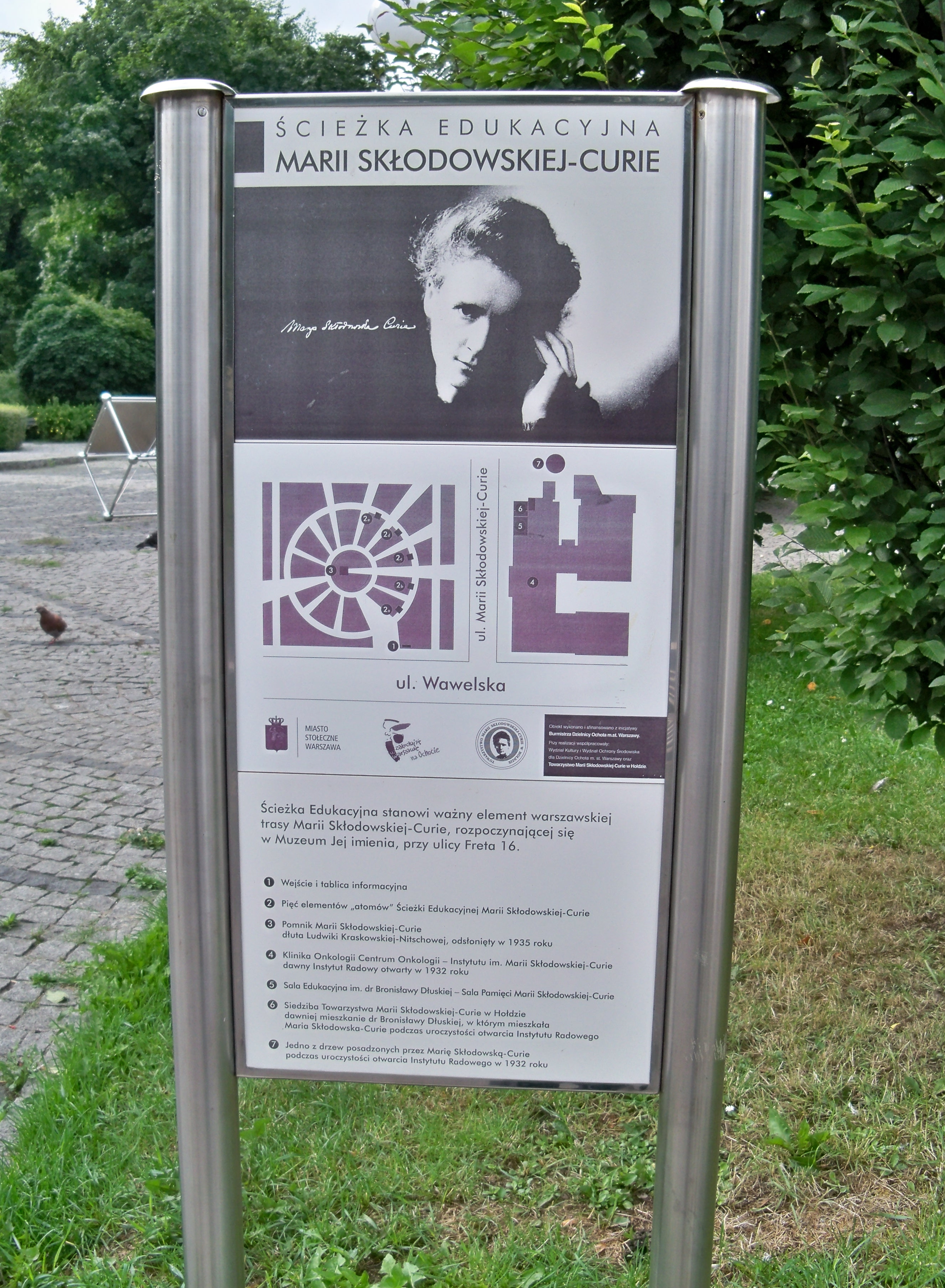
Tablica informacyjna Ścieżki edukacyjnej Marii Skłodowskiej-Curie

Wyznacza się też ścieżki dydaktyczne związane ze znanymi postaciami. Na ich trasie znajdują się miejsca związane z daną postacią, np. Ścieżka edukacyjna Marii Skłodowskiej-Curie w Warszawie.